# إدريس بك راغب
إدريس بك بن إسماعيل راغب باشا (11 أغسطس 1862 - يوليو 1931) قاضي مصري. ولد في القاهرة لعائلة معروفة وكان والده إسماعيل راغب باشا رئيسًا لمجلس النظار (الوزراء) ونشأ هو برعايته، فقرأ الحقوق. عيّن نائبًا للقاضي سنة 1889 ثم قاضيًا في المحاكم الأهلية، فمديرًا للمحاكم القليوبية 1985. كان مناضل مصري وترقى في درجاتها إلى أن انتخب رئيسًا للمحفل الأكبر الوطني المصري. له عدة مؤلفات في موضوعات شتى وقد ألف خمسة مؤلفات عن الماسونية. توفي في القاهرة عن 68 عامًا.

## سيرته
ولد إدريس بك بن إسماعيل راغب باشا سنة 1279 هـ/ 21 أغسطس 1862 في القاهرة ونشأ بها. اعتنى والده - الذي أصبح رئيسا للوزارة في عهد الخديوي توفيق - بتربيته وانتخب له أساتذه تلقي عليهم علومه الابتدائية والعربية ومبادئ التركية والفرنسية والإنجليزية. ثم درس العلوم الرياضية إلى أن برع فيها، واشتغل بمطالعة علم الشرائع. وكان يراسل مجلة المقتطف في أثناء طبعها في مدينة بيروت، وله بها الرسائل الرياضية والمقالات العلمية.
وفي سنة 1884 توفي والده، فتولى إدارة دائرته وأنعم عليه الخديوي توفيق بالرتبة الثانية. وبعد تشكيل المحاكم الأهلية عيّن في سنة 1890 نائب قاضي محكمة مصر الابتدائية، ثم قاضيًا فيها. وكان عضوًا في الجمعية الماسونية، وترقى في درجاتها إلى أن انتخب رئيسًا للمحفل الأكبر الوطني المصري، ثم رئيس أعظم محافل أفريقية الشمالية لدرجة الأساتذة المعلمين. وقد جمع مكتبة كبيرة نفيسة تحتوي على ألفي كتاب. وهو أيضا مؤسس «حزب مصر الفتاة » في سنة 1908،  وأحد مؤسسى النادى الأهلي، ومن أكبر المساهمين للنادى، وعضو أول لجنة عليا لمجلس إدارة للنادى من 1907 حتى 1909. وفي سنة 1922 أنشأ مجمعًا لغويًا تولى هو رئاسته. 

توفي في شهر صفر 1350/ يوليو 1931.

## جوائزه
- أكتوبر 1894: نيشان شير وخورشيد (الأسد والشمس) من شاه إيران، من الدرجة الثانية على إحسانهِ إلى الحجاج الإيرانيين وغيرهم.[7]

## حياته الشخصية
في أكتوبر سنة 1879 اقترن بـ«نظله» (نازلي) بنت خالهِ عبد الله باشا عزت الأرنئُوطي. ولهما من أولاد: أحمد نصرت، فطنت، وعطيت، وأمينة وغيرهم.

## آثاره
من مؤلفاته:
- «النخبة الراغبية في الأفعال العربية»
- «طيب النفس لمعرفة الأوقات الخمس»، 1894
- «القانون الماسوني للمحفل الأكبر»، 1893
- «الموسيقى الشرقي»،‌ بالاشتراك مع محمد كامل الخلعي